# Paralepa
Paralepa est un petit bourg de la commune de Ridala du comté de Lääne en Estonie .
Au 31 décembre 2011, il compte 306 habitants.